# تشن جين
تشن جين (بالصينية: 陈金) (من مواليد 10 يناير 1986) هو لاعب كرة ريشة من الصين سابق.